# Ixora lacuum
Ixora lacuum är en måreväxtart som beskrevs av Cornelis Eliza Bertus Bremekamp. Ixora lacuum ingår i släktet Ixora och familjen måreväxter. Inga underarter finns listade i Catalogue of Life.